# Ko Ise
Ko Ise (伊勢 航 Ise Ko?), född 17 juli 2002 i Tokyo prefektur, är en japansk fotbollsspelare.
Ise började sin karriär 2019 i Gamba Osaka.